# 2021年休斯顿麦道-87空难
2021年休斯顿麦道-87空难是一起发生在2021年10月19日的一起航空事故，一架注册编号为N987AK的麦克唐纳道格拉斯麦道-87公务机在休士顿行政机场的起飞过程中坠毁，机上18名乘客和3名机组全部生還，飛機報廢。

## 飞机

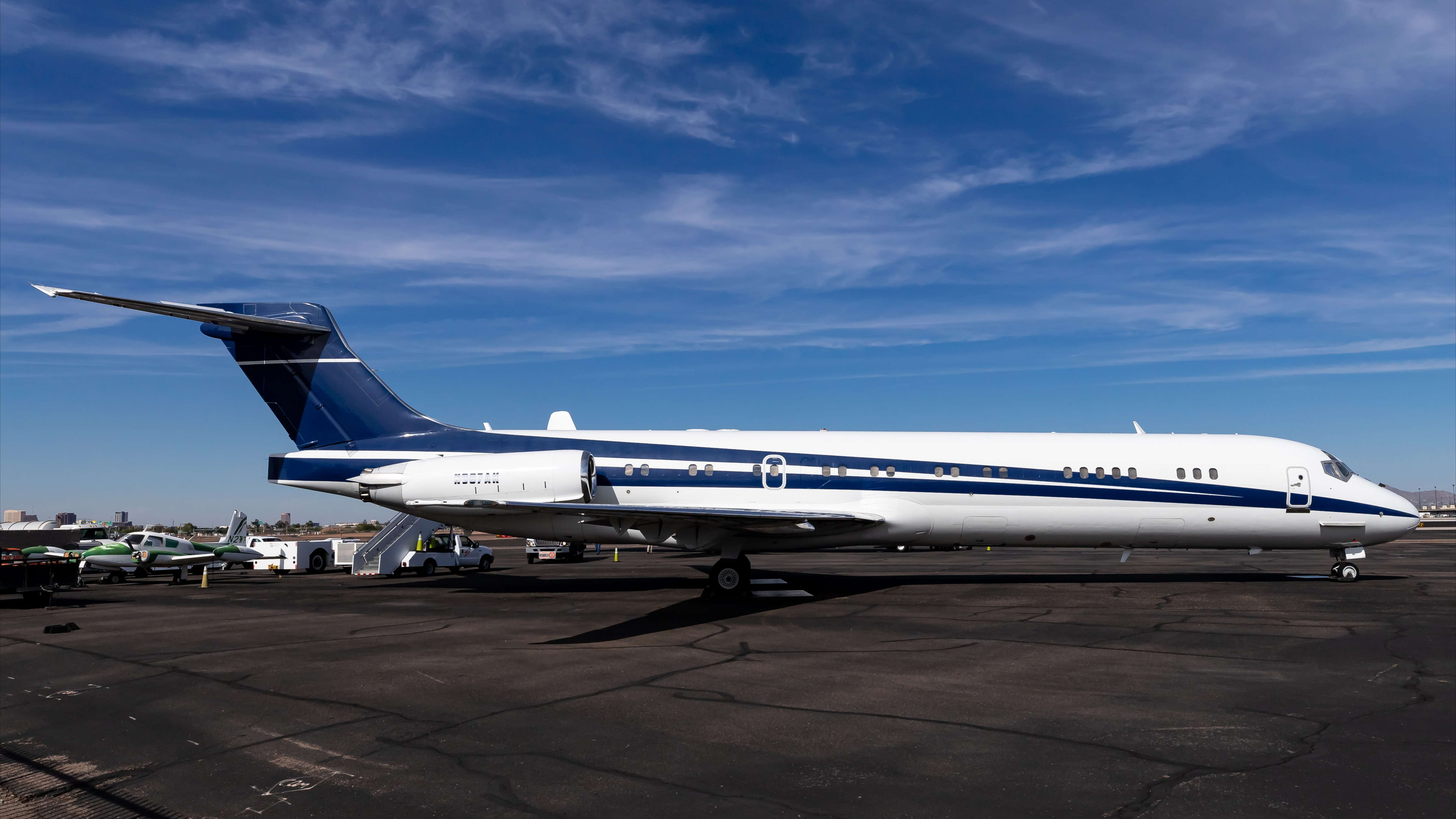
涉事飞机

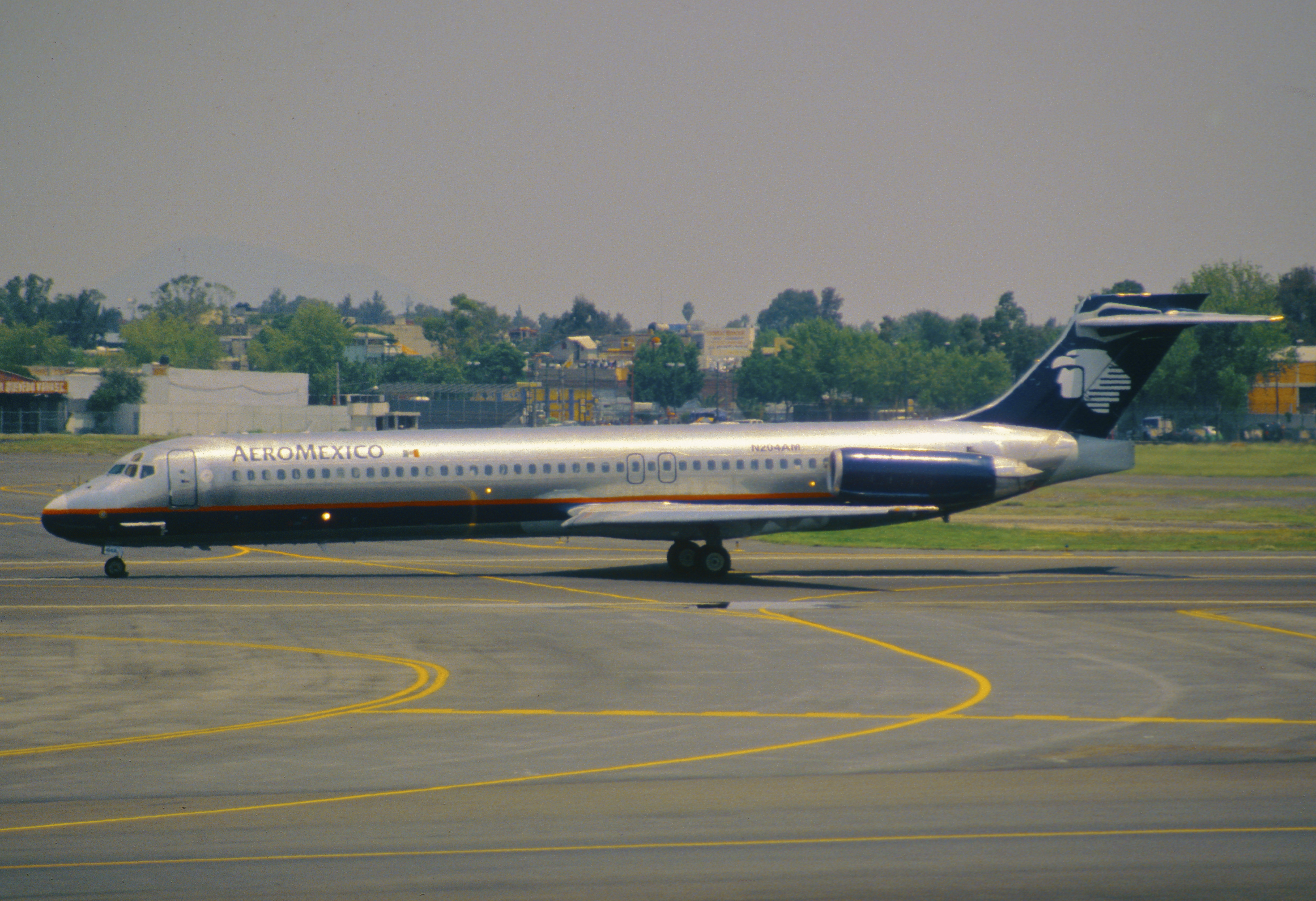
涉事飛机，当时由墨西哥航空公司运营，注册号为N204AM，摄于2003年

涉事飛機机型为麦克唐纳道格拉斯麦道-87，注册编号为N987AK，机龄33年。这架飞机最初在1988年交付至芬兰航空，当时的注册编号为OH-LMB。2000年，这架麦道87出售给墨西哥国际航空，注册编号为N204AM。在这之后，这架飞机经过转手多家航空公司，于2015年由987投资公司 （987 Investments LLC）接手，内饰改为公务机配置，注册编号也改为N987AK。

## 航班信息
这趟航班是从德克萨斯州布鲁克夏飞往马萨诸塞州波士顿的不定期包机航线，机上的乘客们都是要飞往波士顿观看2021年美国联盟冠军系列赛休斯顿太空人队对阵波士顿红袜队的比赛。飞机于10:00使用36號跑道起飞，在起飞过程中冲出跑道并撞到围栏，随后在距离跑道500米处停下并起火。机上21名乘客安全撤离飞机，仅2人受轻伤。 飛機除尾部外皆被燒毀。

## 事故调查

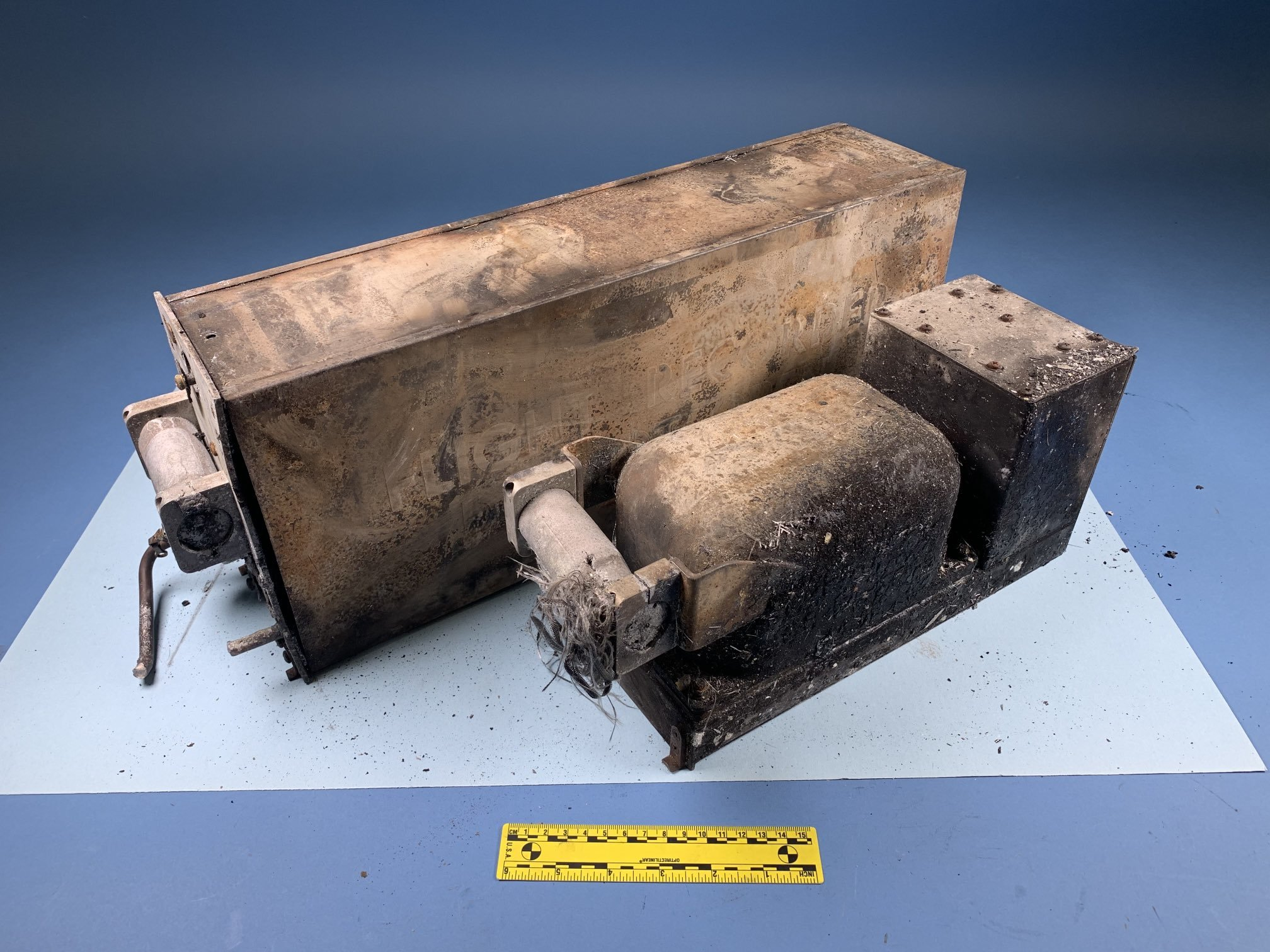
飞行数据记录仪（左）和驾驶舱语音记录仪（右）

美国国家运输安全委员会（NTSB）负责调查这起事故。从N987AK的残骸中找回了被火灾烧毁的的飞行数据记录器。2021年11月，NTSB透露，这架飞机的两部升降舵都被卡在了下降位置。在四年前的美国之星包机9363号班机同为麦道-80系列飞机的坠毁事故中也出现了类似的状况。

## 类似事故
- 美国航空1420号班机
- 美国之星包机9363号班机（英语：Ameristar Charters Flight 9363）
- 里海航空6936号班机（英语：Caspian Airlines Flight 6936）